# 格拉德基夫卡 (科洛馬克區)
49°53′15″N 35°16′47″E / 49.88750°N 35.27972°E
赫拉德基夫卡（烏克蘭語：Гладківка）是位於烏克蘭東部的村莊，由哈爾科夫州博霍杜希夫區的科洛馬克市鎮負責管轄。該村始建於1775年，面積0.14平方公里，海拔高度183米，2001年人口31，人口密度每平方公里221.4人。